# Cleistocactus strausii
Cleistocactus strausii, conocido comúnmente como antorcha de plata o plateada, es una especie de planta suculenta perteneciente al género Cleistocactus, dentro de la familia Cactaceae. Es endémica de Bolivia.

## Descripción

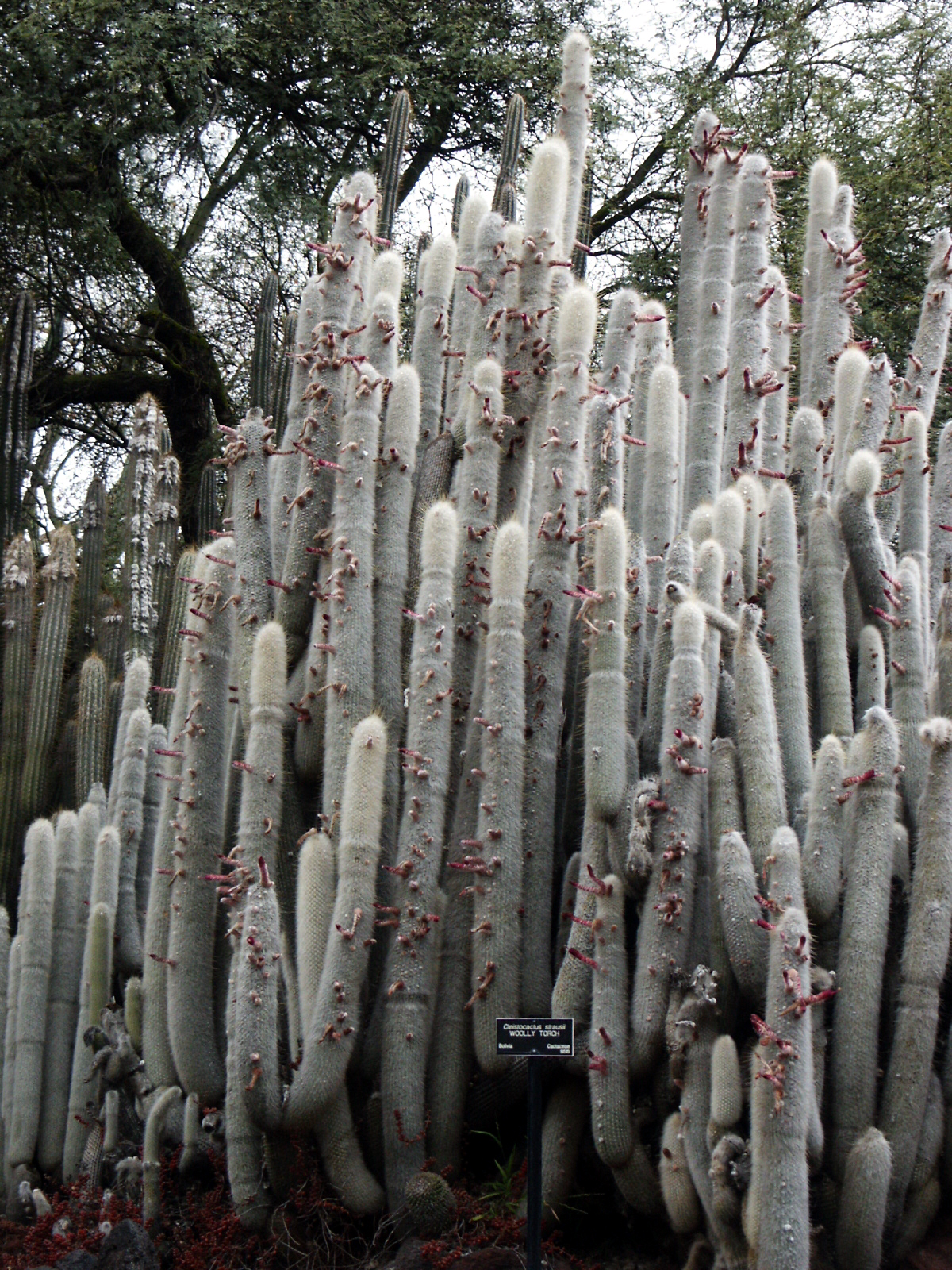
Vista de la planta

Cleistocactus strausii es una especie de cactus columnar que crece como un arbusto. Tiene tallos delgados, erectos y se ramifican desde la base. Son de color verde grisáceo, crecen hasta 3 m de alto y 8 cm de diámetro.

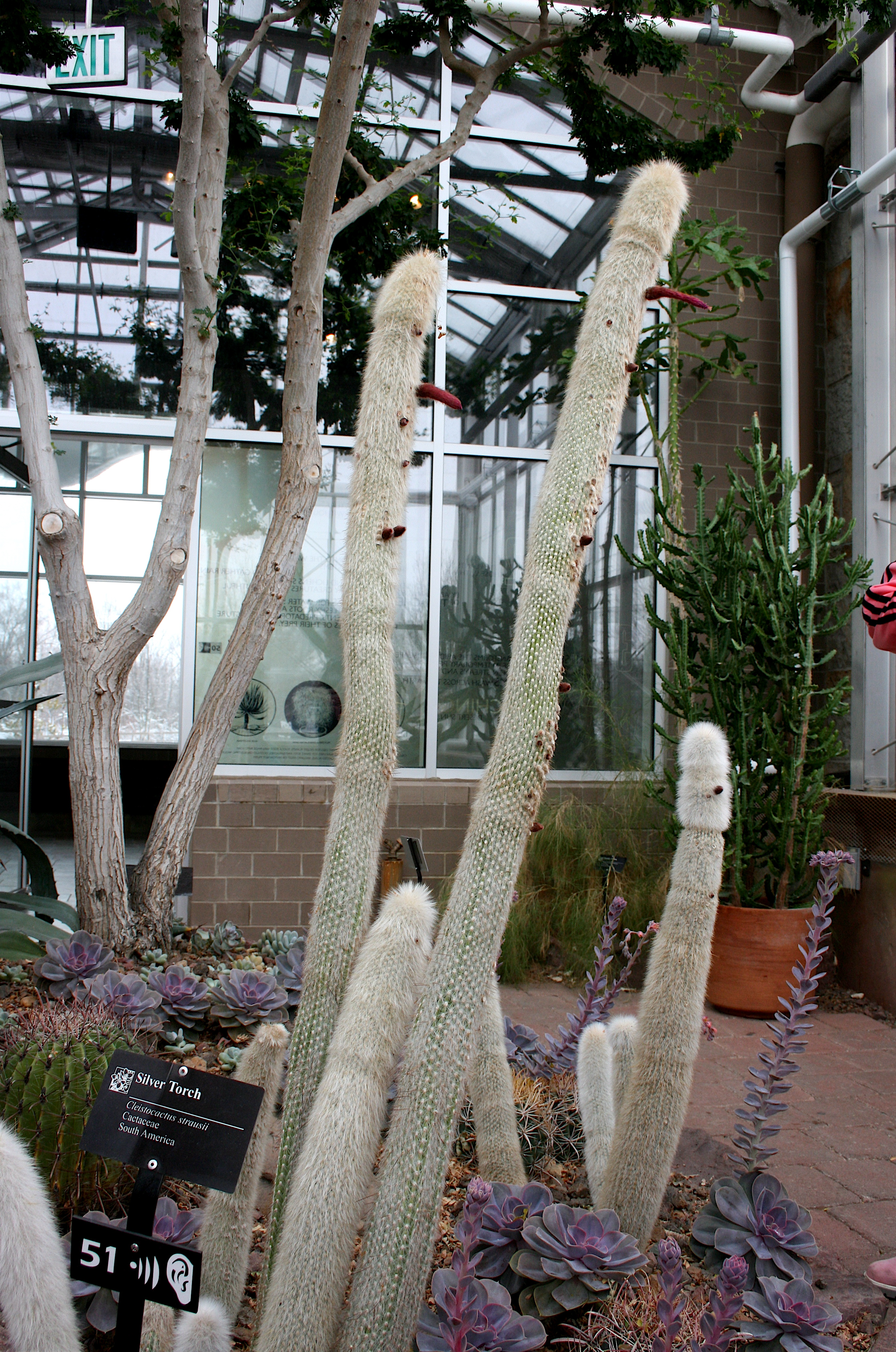
Tallos columnares

Presenta de 25 a 30 costillas sobre las que se asientan areolas que están muy juntas unas de otras. En ellas se distinguen 4 espinas centrales de color amarillo claro de hasta 2 cm de largo. También hay de 30 a 40 espinas radiales blancas en forma de pelos o de cerdas que miden entre 1,5 y 5 cm de largo.
Los cactus más viejos de más de 45 cm de altura, producen flores tubulares a fines del verano. Son de color rojo intenso a burdeos y crecen hasta 6 cm de largo. Sobresalen horizontal y radialmente del tallo del cactus y tienen el tubo floral muy densamente cubierto de pelos sedosos. Además, al igual que otros cactus del género Cleistocactus, las flores apenas se abren, y solo sobresalen el estilo y los estambres.

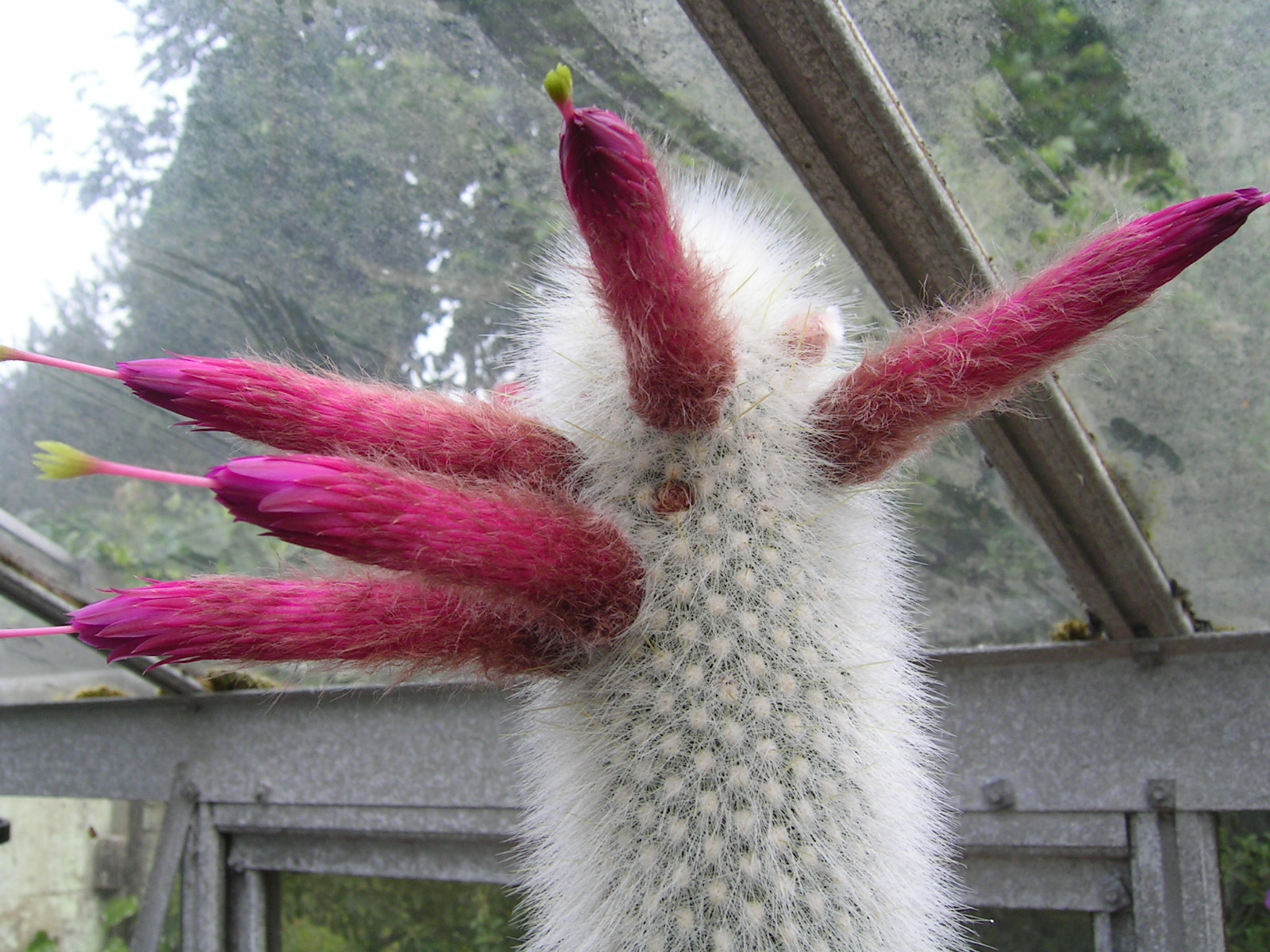
Detalle de la flor

Los frutos son rojos, en forma de pera a esférica y alcanzan un diámetro de hasta 2 cm. 

## Distribución y hábitat
El área de distribución nativa de esta especie es Bolivia (concretamente en el departamento de Tarija) y crece principalmente en biomas desérticos o de matorrales secos, a altitudes de 1800 a 2600 m. Además se ha introducido en las Islas Canarias (España).

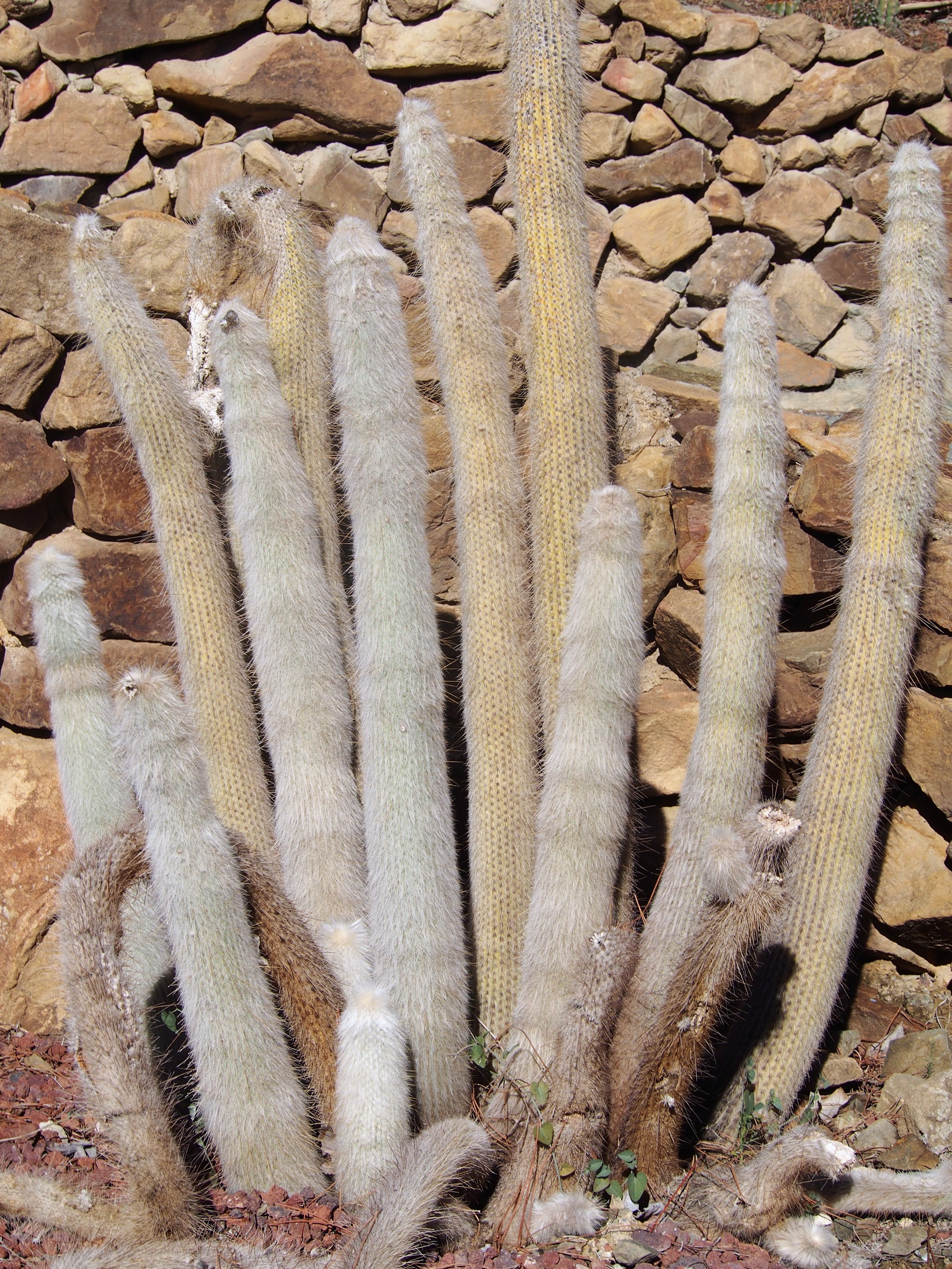
Planta en su hábitat

Esta especie de cactus prefiere regiones montañosas que sean secas y semiáridas, pudiendo prosperar en suelos con bajo contenido de nitrógeno sin sufrir ninguna consecuencia. Además, al igual que otros cactus y suculentas, prospera en suelos porosos y a pleno sol.

## Taxonomía
La primera descripción de esta especie fue como Pilocereus strausii, publicada en 1907 por el botánico alemán Emil Heese en la revista científica Gartenflora 56: 410.
Posteriormente, el botánico alemán Curt Backeberg colocó la especie en el género Cleistocactus, pasando a llamarse Cleistocactus strausii y anotando estos cambios en la revista científica Kakteen-Freund. Illustrierte Monoatsschrift fur Kakteenliebhaber 3: 121 en el año 1934.
Etimología
- Cleistocactus: nombre genérico que deriva de la combinación de la palabra griega kleistos (que significa ‘cerrado’), y cactus (término latino que alude a las plantas del género Cactaceae), haciendo referencias a que son ‘cactus con flores cerradas’ ya que, en algunas especies, las flores apenas se abren y parecen estar cerradas.
- estrausii: epíteto específico otorgado en honor de  L. Straus (1862-1934), un comerciante alemán y amante de los cactus de Bruchsal y cofundador de la Sociedad Alemana de Cactus.[7]

Sinonimia
- Borzicactus strausii (Heese) A.Berger (1926)
- Cephalocereus straussii (Heese) Houghton (1930)
- Cereus strausii (Heese) Vaupel (1913)
- Denmoza strausii (Heese) Frič (1929)
- Denmoza strausii var. luteispina Frič (1929)
- Echinopsis nothostrausii Anceschi & Magli (2013)
- Echinopsis strausii (Heese) Anceschi & Magli (2021)
- Pilocereus strausii Heese (1907)
- Pilocereus strausii f. cristatus Dörfl. (1930)

## Estado de conservación
En la Lista Roja de Especies Amenazadas de la UICN, la especie está clasificada como de “Preocupación Menor (LC)”.

## Usos
Se cultiva principalmente como planta ornamental y su propagación se realiza a través de esquejes o semillas. Los esquejes se deben tomar cerca de la base del tallo principal, de manera similar a los esquejes del aloe vera. El enraizamiento de este nuevo esqueje suele producirse en un plazo de 3 a 8 semanas, por lo que suele ser mejor propagar el cactus por semillas.

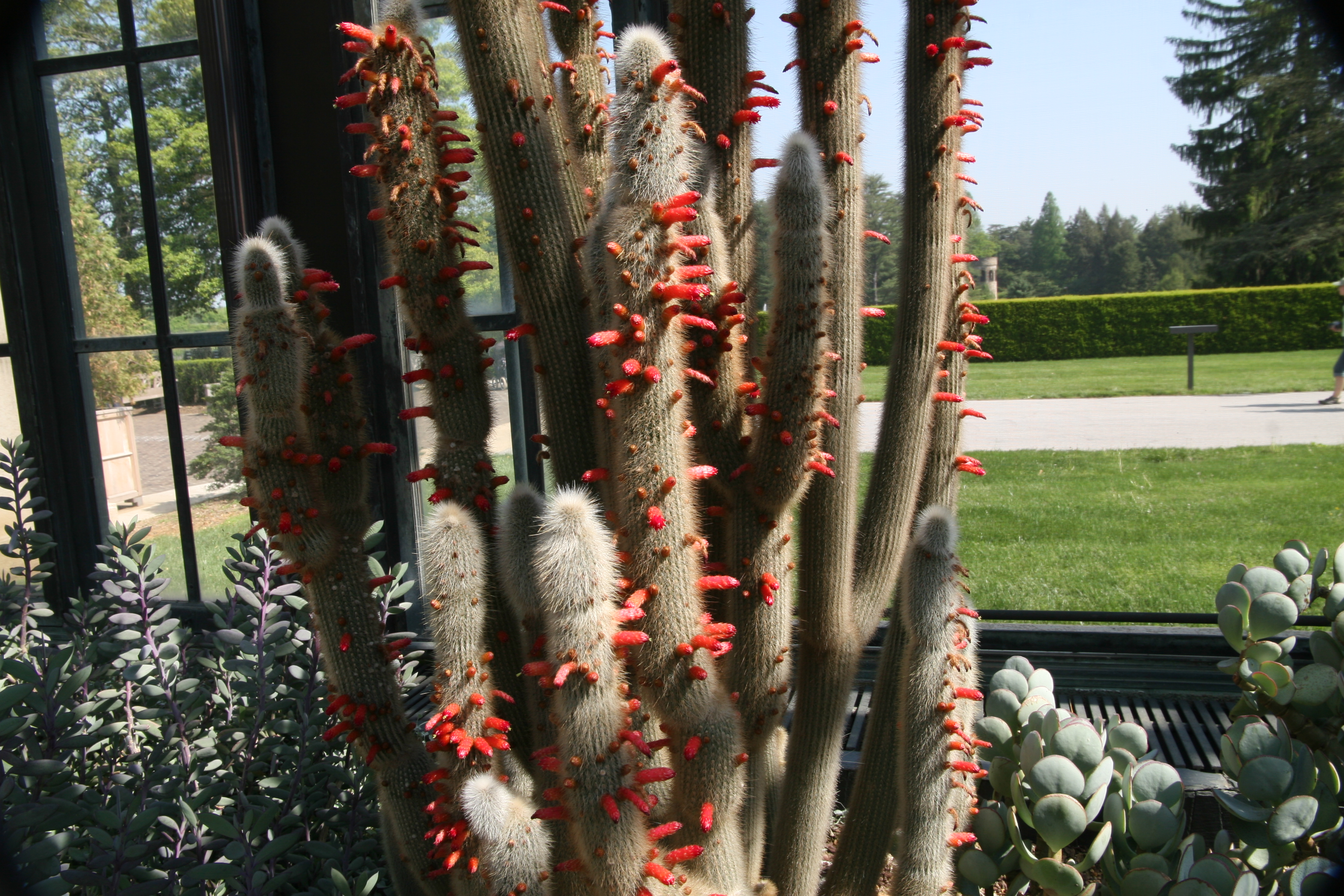
Cultivo

Señalar que el cactus prefiere suelos con buen drenaje, pleno sol, pero no temperaturas altas. De hecho, puede soportar duras heladas de hasta -10 °C. Además, como en su hábitat natural recibe mucha agua durante el verano pero casi ninguna en invierno, en cultivo, el riego demasiado frecuente en invierno conlleva la pudrición de la raíz.